# Diecezja Dolisie
Diecezja  Dolisie – diecezja rzymskokatolicka w Kongo. Powstała w 2013.

## Biskupi ordynariusze
- Bienvenu Manamika Bafouakouahou (2013–2020)
- Toussaint Ngoma Foumanet (od 2022)